# Șold

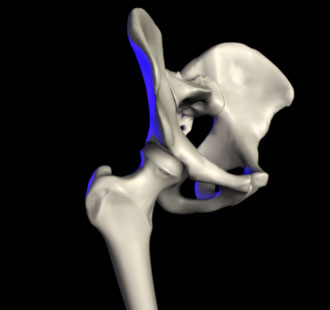
Oasele șoldului

Șoldul reprezintă partea corpului omenesc situată între mijloc și coapsă, fiind zona anatomică corespunzătoare articulației membrelor inferioare cu trunchiul. 